# Třískolupy
Třískolupy (německy Drißgloben) jsou malá vesnice, část města Přimda v okrese Tachov v Plzeňském kraji. Nachází se asi 4,5 kilometru jihovýchodně od Přimdy. Třískolupy leží v katastrálním území Třískolupy pod Přimdou o rozloze 3,79 km².

## Název
Název vesnice je složeninou obecného jména tříska a činitelského jména z kořene lup- slovesa lúpati (loupati). Jméno mohlo být posměšným označením vsi třískolupů, to je lidí, kteří loupali třísky. Německý tvar vznikl zkomolením českého názvu. V historických pramenech se název vsi objevuje ve tvarech: Drisklob (1344), Trziskolup (1569), Trzeskolupy (1548), Driszkloben (1588), Trziskolupy (1595), Driesgloben (1654), Trisgloben a Drisgloben (1787) nebo Driszgloben a Triszgloben (1838).

## Historie
První písemná zmínka o vesnici pochází z roku 1344.

## Obyvatelstvo
| Rok            | 1869 | 1880 | 1890 | 1900 | 1910 | 1921 | 1930 | 1950 | 1961 | 1970 | 1980 | 1991 | 2001 | 2011 | 2021 |
| -------------- | ---- | ---- | ---- | ---- | ---- | ---- | ---- | ---- | ---- | ---- | ---- | ---- | ---- | ---- | ---- |
| Počet obyvatel | 254  | 225  | 223  | 215  | 206  | 195  | 195  | 92   | 90   | 137  | 140  | 108  | 94   | 79   | 102  |
| Počet domů     | 43   | 46   | 46   | 46   | 43   | 43   | 43   | 25   | 39   | 19   | 21   | 23   | 23   | 23   | 23   |

## Obecní správa
Třískolupy byly samostatnou obcí. Od 1. ledna 1980 jsou částí města Přimda. V letech 1961–1979 k obci patřil Rájov a od 26. listopadu 1971 do 31. prosince 1979 také Dubec, Jadruž a Malé Dvorce.

## Pamětihodnosti
- Kaple svatého Vendelína
- Boží muka